# Guamaggiore
Guamaggiore (en sard, Guamajori) és un municipi italià, dins de la província de Sardenya del Sud. L'any 2007 tenia 1.082 habitants. Es troba a la regió de Trexenta. Limita amb els municipis de Gesico, Guasila, Ortacesus i Selegas.

## Administració
| Període | Identitat            | Partit        |
| ------- | -------------------- | ------------- |
| 2006-   | Gian Franco Mungianu | Llista cívica |